# Edward Goll

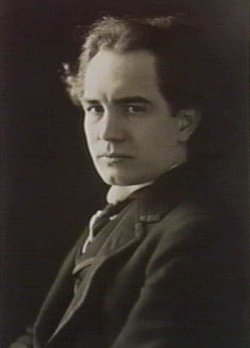
Edward Goll (1884–1949)

Edward Goll (* 4. Februar 1884 in Kaaden, Österreich-Ungarn als Eduard Josef Alois Goll; † 11. Januar 1949 in Mont Albert, Australien) war ein deutschböhmischer britisch-australischer Musiker, der ab 1911 in Australien lebte und wirkte.

## Leben
Eduward Goll wurde 1884 in Kaaden als Sohn des Musiklehrers Eduard Goll und dessen Ehefrau Aloisia Maria Johanna Schmidt geboren. Schon sein Großvater Eduard Hermann Goll war Musiker und lebte in Kaaden. Bei Otakar Ševčík studierte er Violine. Im Alter von neun Jahren gab er sein erstes Konzert. Goll trat in das Prager Konservatorium ein, wo er sich dem Klavier zuwandte. Dort gehörte er zu einem der wenigen persönlichen Schüler von Antonín Dvořák. Sein späterer Lehrer war Emil von Sauer.
Im Alter von 20 Jahren trat er bei Konzerten in Paris und London auf. Mit Jan Kubelík und Leopold Schwab bildete ein Trio. 1911 begleitete Goll den Tenor Ben Davies auf dessen Tournee durch Australien. Während dieser lernte er in Melbourne die verwitwete Julie O’Brien geb. Walsh kennen, die er am 13. Februar 1912 in Hawthorn (Victoria) heiratete. Nachdem die Eheleute die Flitterwochen in England verbracht hatten, ließen sie sich endgültig in Melbourne nieder. 1915 nahm Edward Goll – wie er sich inzwischen nannte – ein Engagement am Konservatorium der Universität Melbourne an. Er wirkte dort außerdem als musikalischer Leiter des dortigen Presbyterian Ladies’ College.
Nach Ausbruch des Ersten Weltkriegs nahm Goll die britische Staatsbürgerschaft an. Dennoch wurde er aufgrund seiner Herkunft Ziel von Verleumdungen in der australischen Presse. Eine im November 1916 in der Graphic of Australia veröffentlichte und von 110 Personen unterstützte Petition, durch die das Presbyterian Ladies’ College zur Entlassung Golls gezwungen werden sollte, scheiterte. Nach Kriegsende kehrte er 1922 bis 1923 nach Europa zurück, um dort Unterricht zu nehmen. Zu seinen Lehrer zählte Eugen d’Albert. Später schlossen sich mehrere Tourneen durch die Vereinigten Staaten und andere Länder, u. a. mit dem Minneapolis Symphony Orchestra an.
1935 verließ Goll nach Meinungsverschiedenheiten das Presbyterian Ladies’ College und widmete sich fortan dem privaten Unterricht von Schülern. Er starb 1949 im Alter von 64 Jahren in seinem Anwesen in Mont Albert bei Melbourne. Seine letzte Ruhestätte fand er im Familiengrab der Familie Walsh auf dem Melbourne General Cemetery.